# مملكة كوش
أطلق اسم كوش من قديم الزمان على جزء من منطقة النوبة يشمل المنطقة جنوب الشلال الثاني والتي تمثل بلاد النوبة العليا، حيث قامت حضارة وادي النيل النوبية الكوشية.
بدأ الحكم الكوشي في النوبة بعد انهيار العصر البرونزي وتفكك المملكة المصرية الحديثة. تمركزت كوش في نبتة (الآن كريمة، السودان) خلال مرحلتها الأولى. تأثرت المملكة الكوشية بشكل كبير بمصر القديمة ثقافياً واقتصادياً وسياسياً وعسكرياً. بعد أن امتدت سيطرة كاشتا («الكوشي») إلى مصر العليا في القرن الثامن قبل الميلاد وتمكن خلفائه من السيطرة على مصر السفلى بعد ذلك، أصبح ملوك كوش أيضًا فراعنة الأسرة الخامسة والعشرين في مصر لنحو قرن من الزمن، حتى هزمتهم الإمبراطورية الآشورية الحديثة تحت حكم أشوربانيبال، وطردهم من مصر الفرعون إبسماتيك الأول.
خلال العصور الكلاسيكية القديمة، كانت العاصمة الكوشية تقع في مروي. في الجغرافيا اليونانية المبكرة، كانت المملكة المروية تعرف باسم إثيوبيا. استمرت مملكة كوش وعاصمتها مروي حتى القرن الرابع الميلادي، ثم ضعفت وتفككت بسبب المشاكل الداخلية وتدمير العاصمة من قبل مملكة أكسوم. بعد ذلك أقام النوبيون ثلاثة ممالك مسيحية، وهي نوباتيا، المقرة وعلوة.

## الاسم
تمثل كلمة كوش عرقية السكان الأصليين الذين أسسوا الحضارة النوبية، ويظهر هذا المصطلح في أسماء النوبيين الكوشيين، مثل الملك كاشتا والذي يعني في ترجمته (كوشي)، وجغرافياً يشير اسم كوش إلى المنطقة الواقعة جنوب الشلال الأول بشكل عام.

## التاريخ

### الأصول

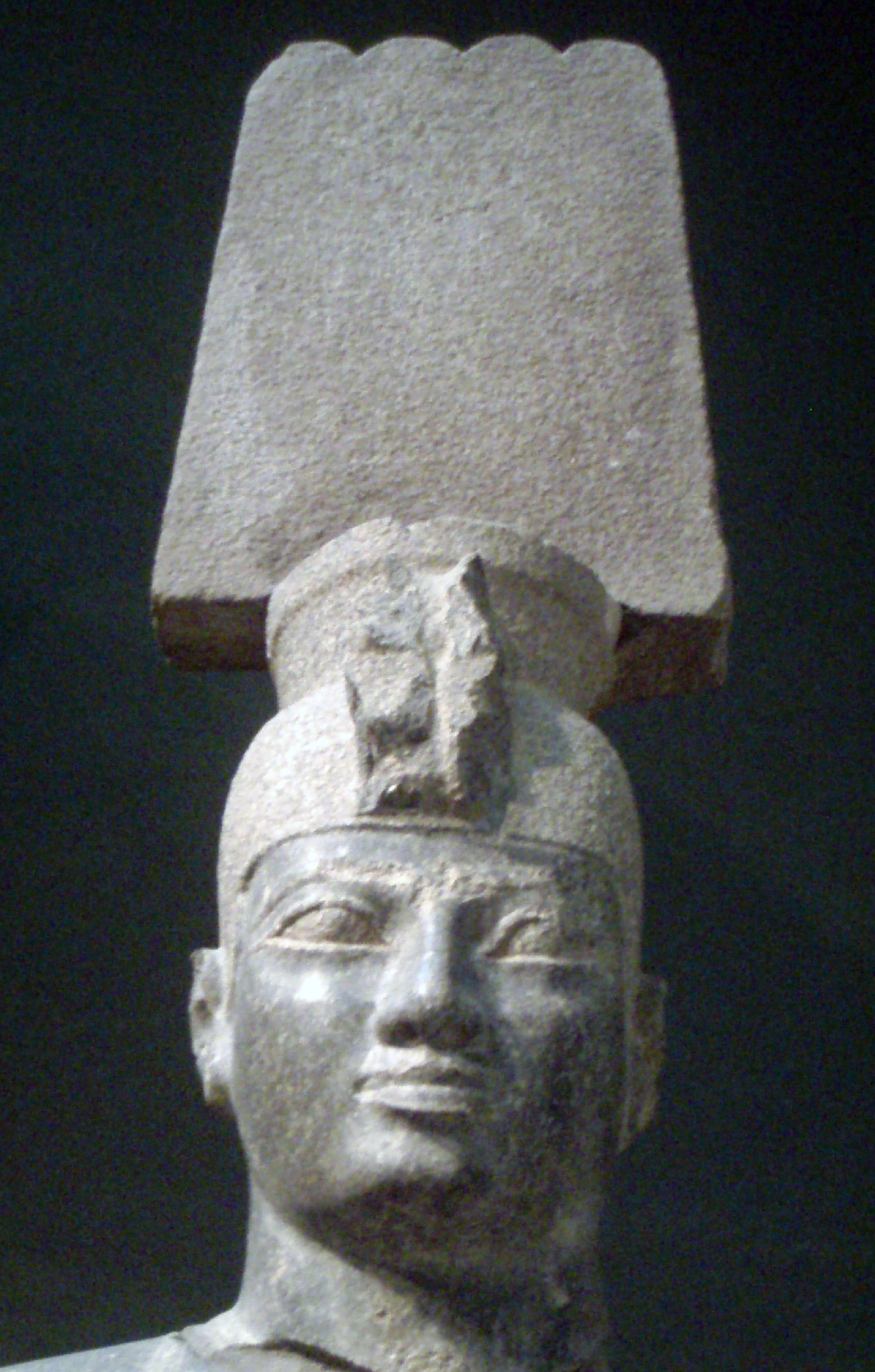
تمثال الملك الكوشي أسبالتا، العصر النبتي

من المسجل تاريخيا قيام منتوحتب الثاني، مؤسس المملكة المصرية الوسطى في القرن الحادي والعشرين قبل الميلاد، بحملات ضد كوش في العامين التاسع والعشرين والحادي والثلاثين من حكمه. هذه أقدم إشارة مصرية إلى كوش. وقد كانت المنطقة النوبية تسمي بأسماء أخرى في عصر المملكة القديمة. تحت حكم تحتمس الأول، قامت مصر بعدة حملات جنوبًا. وأدى ذلك في النهاية إلى ضمه للنوبة ق. 1504 ق.م . بعد الفتح، تم تمصير حضارة كرمة بشكل متزايد، لكن استمرت بعض التمردات لمدة 220 عامًا حتى ق. 1300 ق.م . ومع ذلك، أصبحت النوبة مقاطعة مهمة في المملكة الحديثة، اقتصاديًا وسياسيًا وروحيًا، وأقيمت بعض الاحتفالات الفرعونية الكبرى في جبل البركل بالقرب من نبتة. كمستعمرة مصرية من القرن السادس عشر قبل الميلاد، كان يحكم النوبة («كوش») نائب الملك المصري في كوش. مع تفكك المملكة الحديثة حوالي عام 1070 قبل الميلاد، أصبحت كوش مملكة مستقلة تتمركز في نبتة في شمال السودان الحديث.
من الصعب تحديد مدى الاستمرارية الثقافية/السياسية بين حضارة كرمة ومملكة كوش المتعاقبتين زمنياً. بدأت الدولة الأخيرة بالظهور حوالي 1000 قبل الميلاد، بعد 500 سنة من نهاية حضارة كرمة. بحلول عام 1200 قبل الميلاد، لم يعد هناك تواجد مصري في دنقلا. بحلول القرن الثامن قبل الميلاد، ظهرت المملكة الكوشية الجديدة من منطقة نبتة. أول ملك كوشي، ألارا، كرّس حياة أخته لعبادة آمون في معبد الكوة الذي أعيد بناؤه، في حين أعيد بناء المعابد أيضًا في البركل وكرمة. تضع لوحة تذكارية لكاشتا في إلفنتين الكوشيين على الحدود المصرية بحلول منتصف القرن الثامن. هذه الفترة الأولى من تاريخ المملكة، «النبتية»، خلفتها الفترة «المروية»، عندما انتقلت المقابر الملكية إلى مروي حوالي 300 قبل الميلاد.
دفن الكوشيون ملوكهم مع جميع حاشيتهم في مقابر جماعية. يشير علماء الآثار إلى هذه الممارسات على أنها "Pan-grave culture". وقد تم تسميتها بهذا الاسم بسبب طريقة دفن الرفات. كانوا يحفرون حفرة ويضعون الحجارة حولهم في دائرة. قام الكوشيون أيضًا ببناء تلال وأهرامات دفن، وعبدوا بعض الآلهة المصرية، وخاصة آمون وإيزيس. مع عبادة هذه الآلهة، بدأ الكوشيون في أخذ بعض أسماء الآلهة كأسماء عرشهم.
كان حكام كوش يعتبرون حراسًا لدين الدولة وكانوا مسؤولين عن الحفاظ على منازل الآلهة. يعتقد بعض العلماء أن الاقتصاد في مملكة كوش كان نظام «إعادة توزيع». بحيث تجمع الدولة الضرائب في شكل فائض من المنتجات وستعيد توزيعها على الشعب. يعتقد البعض الآخر أن معظم المجتمع عمل على الأرض ولم يطلب شيئًا من الدولة ولم يساهم بشيئ تجاهها كذلك. يبدو أن شمال كوش كان أكثر إنتاجية وثراء من المنطقة الجنوبية.

### غزو مصر

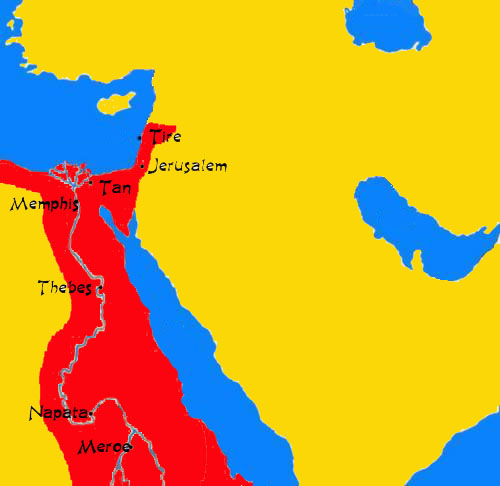
أقصى توسع لمملكة كوش في 700 قبل الميلاد

تتجلى المقاومة تجاه الأسرة المصرية الثامنة عشرة من قبل كوش المجاورة في كتابات المقاتل المصري أحمس ابن إيبانا. في نهاية الفترة الانتقالية الثانية (منتصف القرن السادس عشر قبل الميلاد)، واجهت مصر تهديدات وجودية مزدوجة - الهكسوس في الشمال والكوشيون في الجنوب. قام المصريون بحملات لهزيمة كوش وغزو النوبة تحت حكم أمنحتب الأول (1514-1493 قبل الميلاد). في كتابات أحمس، وصف الكوشيون بأنهم رماة، «الآن بعد أن قام جلالته بقتل بدو آسيا، أبحر إلى أعلى النوبة لتدمير الرماة النوبيين». تحتوي كتابات المقبرة على إشارتين آخرين إلى الرماة النوبيين في كوش.
كانت مملكة كوش متأثرة بالحضارة المصرية بدرجة كبيرة، فكان آمون إلهها الرئيسي، واستخدمت أساليب الفن والكتابة المصرية. وقد كان التمصير الثقافي في أعلى مستوياته في عهد كل من كاشتا وبعنخي. في عصر السيطرة المصرية، كان أبناء العائلات النوبية المهمة يتم إرسالهم للتعليم في مصر ثم يعودون إلى كوش لتعيينهم في مناصب بيروقراطية لضمان ولائهم. تبنت هذه النخبة النوبية الكثير من العادات المصرية ومنحوا أبناءهم أسماء مصرية، وعلى الرغم من استمرار بعض العادات والمعتقدات النوبية إلا أن التمصير كان هو الغالب في الأفكار والممارسات والتصويرات الفنية. على الرغم من ذلك، لم تكن ثقافة كوش مجرد حضارة مصرية في بيئة نوبية. طور الكوشيون لغتهم الخاصة، التي تم التعبير عنها أولاً عن طريق الهيروغليفية المصرية، ثم من خلال أخرى خاصة بهم، وأخيرًا بخط نصي متصل. وقد عبدوا الآلهة المصرية لكنهم لم يتخلوا عن آلهتهم. ودفنوا ملوكهم في أهرامات ولكن ليس بالطريقة المصرية.
من غير المعلوم أصول ملوك كوش. ويعتقد أن ملوك كوش ينحدرون من عائلات من النخبة النوبية المتمصرة، ولكن من المحتمل أنهم ينحدرون من مستعمرين مصريين في كوش.
تراجعت مكانة مصر الدولية إلى حد كبير قرب نهاية الفترة الانتقالية الثالثة. سقط حلفاؤها التاريخيون، الكنعانيون أمام الإمبراطورية الآشورية الوسطى (1365-1020 قبل الميلاد)، ثم الإمبراطورية الآشورية الحديثة الصاعدة (935-605 قبل الميلاد). توسع الآشوريون، من القرن العاشر قبل الميلاد فصاعدًا، مرة أخرى من شمال بلاد ما بين النهرين، وكونوا إمبراطورية شاسعة، شملت الشرق الأدنى بأكمله، ومعظم الأناضول وشرق البحر الأبيض المتوسط والقوقاز وبلاد فارس.
في عام 945 قبل الميلاد، سيطر أمراء الليبو ومنهم شوشينق الأول على دلتا النيل وأسسوا الأسرة الثانية والعشرين في مصر، والتي حكمت نحو قرنين. كما سيطر شوشينق على جنوب مصر من خلال وضع أفراد عائلته في مناصب دينية مهمة. تم نقل العاصمة الشمالية إلى منف. ومع ذلك، بدأت السيطرة الليبية في التآكل مع ظهور سلالة منافسة في الدلتا في ليونتوبوليس والتهديد الكوشي من الجنوب.

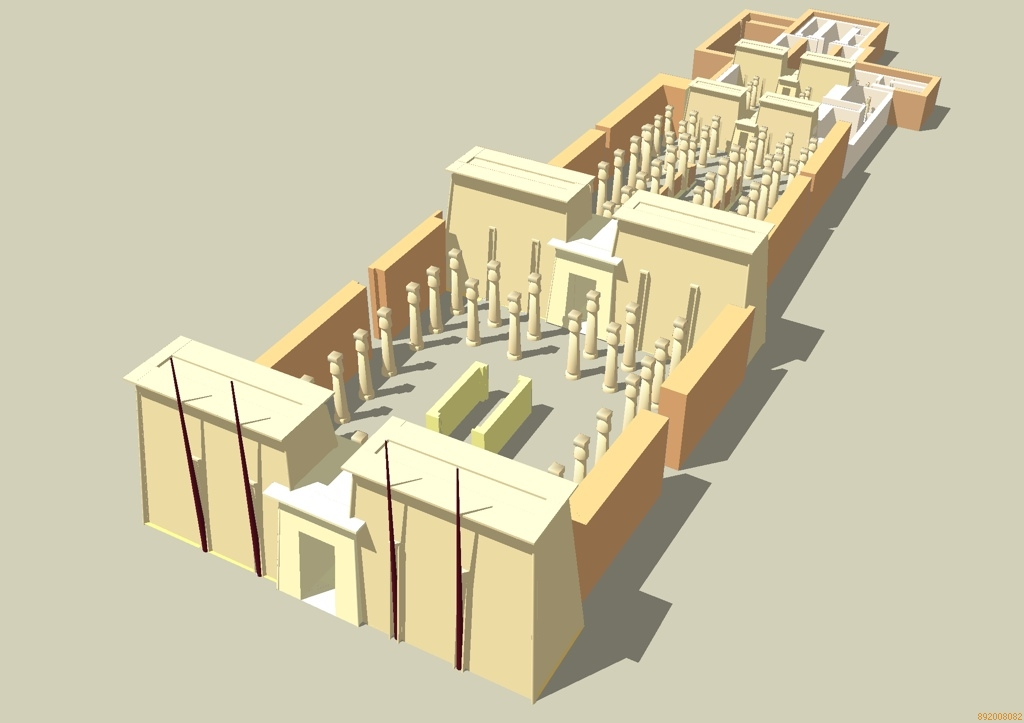
معبد آمون بجبل البركل، الذي تم بناؤه في الأصل خلال عصر المملكة المصرية الحديثة ولكن تم تطويره من قبل بعنخي.

أسس ألارا النوبي السلالة الكوشية في نبتة في النوبة. قام خليفته كاشتا بتوسيع سيطرة الكوشيين شمالًا إلى إلفنتين وطيبة في صعيد مصر.
بينما حكم كاشتا النوبة من نبتة، مارس أيضًا درجة كبيرة من السيطرة على صعيد مصر من خلال تمكنه من تعيين ابنته، Amenirdis I، كزوجة الإله آمون في طيبة خلفا لشيبنوبيت الأولى ابنة أوسركون الثالث، مستغلا تراجع سلطة حكام مصر السفلى في الجنوب، وربما العلاقات بين كهنة آمون في طيبة ونظرائهم في نبتة. وصف هذا التطور بأنه كان «اللحظة الرئيسية في عملية بسط الكوشيين سلطتهم على الأراضي المصرية» تحت حكم كاشتا، حيث منح شرعية لاستيلاء الكوشيين على منطقة طيبة. يلاحظ الباحث المجري توروك أنه ربما كانت هناك حاميات كوشية متمركزة في طيبة نفسها خلال عهد كاشتا لحماية سلطته في مصر العليا وإحباط غزو محتمل لهذه المنطقة من مصر السفلى.
ويلاحظ توروك أن استيلاء كاشتا على مصر العليا كان على الأغلب سلميا، ويُقترح ذلك على حد سواء «من خلال حقيقة أن أحفاد أوسركون الثالث: تاكيلوت الثالث ورودامون استمروا في التمتع بمكانة اجتماعية عالية في طيبة في النصف الثاني من القرن الثامن وفي النصف الأول من القرن السابع»[قبل الميلاد] كما يتضح من مدافنهم في هذه المدينة بالإضافة إلى النشاط المشترك بين شيبنوبيت وزوجة الإله آمون المنتخبة Amenirdis I، ابنة كاشتا. وقد عثر على لوحة من عهد كاشتا في إلفنتين (في أسوان حاليا) - في المعبد المحلي المكرس للإله خنوم - والتي تشهد على سيطرته على هذه المنطقة حينها. حيث تحمل لقبه الملكي: "Nimaatre". مدة عهد كاشتا غير معروفة. تشير بعض المصادر إلى كاشتا كمؤسس الأسرة الخامسة والعشرين حيث كان أول ملك كوشي قام بتوسيع نفوذ مملكته إلى مصر العليا.  
تحت حكم كاشتا، حدث تمصير سريع للسكان الكوشيين الأصليين في مملكته، والذين عاشوا بين الشلالين الثالث والرابع من نهر النيل، واعتمدوا التقاليد المصرية وكذلك الدين والثقافة، حيث أبدى كاشتا إعجابًا كبيرًا بالثقافة المصرية، واستورد القطع الأثرية من الشمال.
تمكن خليفة كاشتا وهو بعنخي من السيطرة على مصر السفلى حوالي 727 قبل الميلاد. تم العثور على لوحة تذكارية تخص بعنخي، تحتفل بهذه الحملات بين سنوات 728-716 قبل الميلاد، في معبد آمون في جبل البركل. غزا بعنخي مصر وهي مجزأة إلى أربع ممالك، يحكمها الملك بيفتواويباست والملك نمرود والملك إوبوت الثاني، والملك أوسركون الرابع.:115,120
لماذا اختار الكوشيون دخول مصر في هذه المرحلة من الهيمنة الأجنبية يخضع للنقاش. يقدم عالم الآثار تيموثي كيندال فرضياته الخاصة، ويربطها بادعائهم الشرعية المرتبطة بجبل البركل. يستشهد كندال بلوحة بعنخي التذكارية في جبل البركل التي تنص على أن "أمون في نبتة منحني حق أن أكون حاكمًا لكل دولة أجنبية" و"أمون في طيبة منحني حق أن أكون حاكمًا لـ "كمت". وبحسب كندال، يبدو أن "الأراضي الأجنبية" في هذا الصدد تشمل مصر السفلى بينما يبدو أن كلمة "كمت" تشير إلى مصر العليا الموحدة مع النوبة.
هزم خليفة بعنخي وهو شباكا، الملوك المحليين في شمال مصر بين 711-710 قبل الميلاد، وثبت نفسه كملك في منف. ثم أقام علاقات مع سرجون الثاني.:120

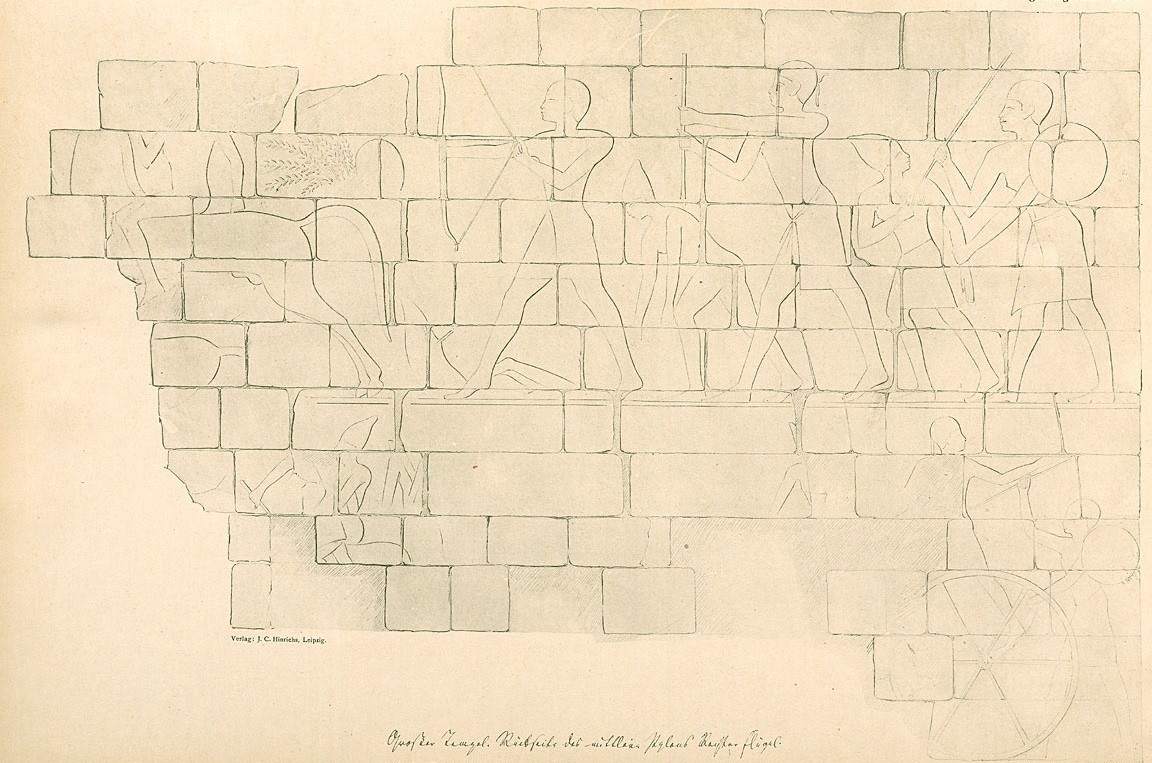
رسوم في معبد آمون في جبل البركل، تظهر معركة بين الكوشيين والآشوريين

توج طهارقة ملكا في سنة 690 ق.م. كانت أول سنين حكم طهارقة تتمتع بالسلام، وقد تمتع الحكام المحليون بقدر كبير من الحكم الذاتي. بسبب التنافس مع الآشوريين، دعم طهارقة تمردات محلية في المدن الفينيقية والتي كانت تسعى للاستقلال، إلا أنها أخمدت من قبل الملك الآشوري آسرحدون. في 674 ق.م. حاول آسرحدون غزو مصر إلا أنه هُزم، فحاول مجددا بعد ثلاث سنوات، وتمكن من هَزم طهارقة، الذي هرب من منف تاركا عائلته الملكية التي أُسرت وأُرسلت إلى آشور مع ثروة كبيرة من منف. مع ذلك، على الأغلب لم يمدد الآشوريون سيطرتهم إلى مصر العليا جنوبي منف. وتمكن طهارقة بعد سنة من إعادة السيطرة على الدلتا، مما استدعى عودة آسرحدون لمصر مجددا إلا أنه مات في الطريق. تولى بعد ذلك ابنه آشوربانيبال والذي غزا مصر مجددا وتمكن من هزم طهارقة للمرة الثانية، والذي تراجع إلى نبتة. بعد عودة آشوربانيبال إلى نينوى، تآمر الحكام المحليون في مصر مع طهارقة لمشاركته الحكم، حيث على الأغلب رأوا أنه أقل غرورا وتدخلا في الشؤون المحلية، إلا أن المؤامرة اكتشفت وتم إعدام المتآمرين، وتوفي طهارقة بعد ذلك بوقت قصير. :121

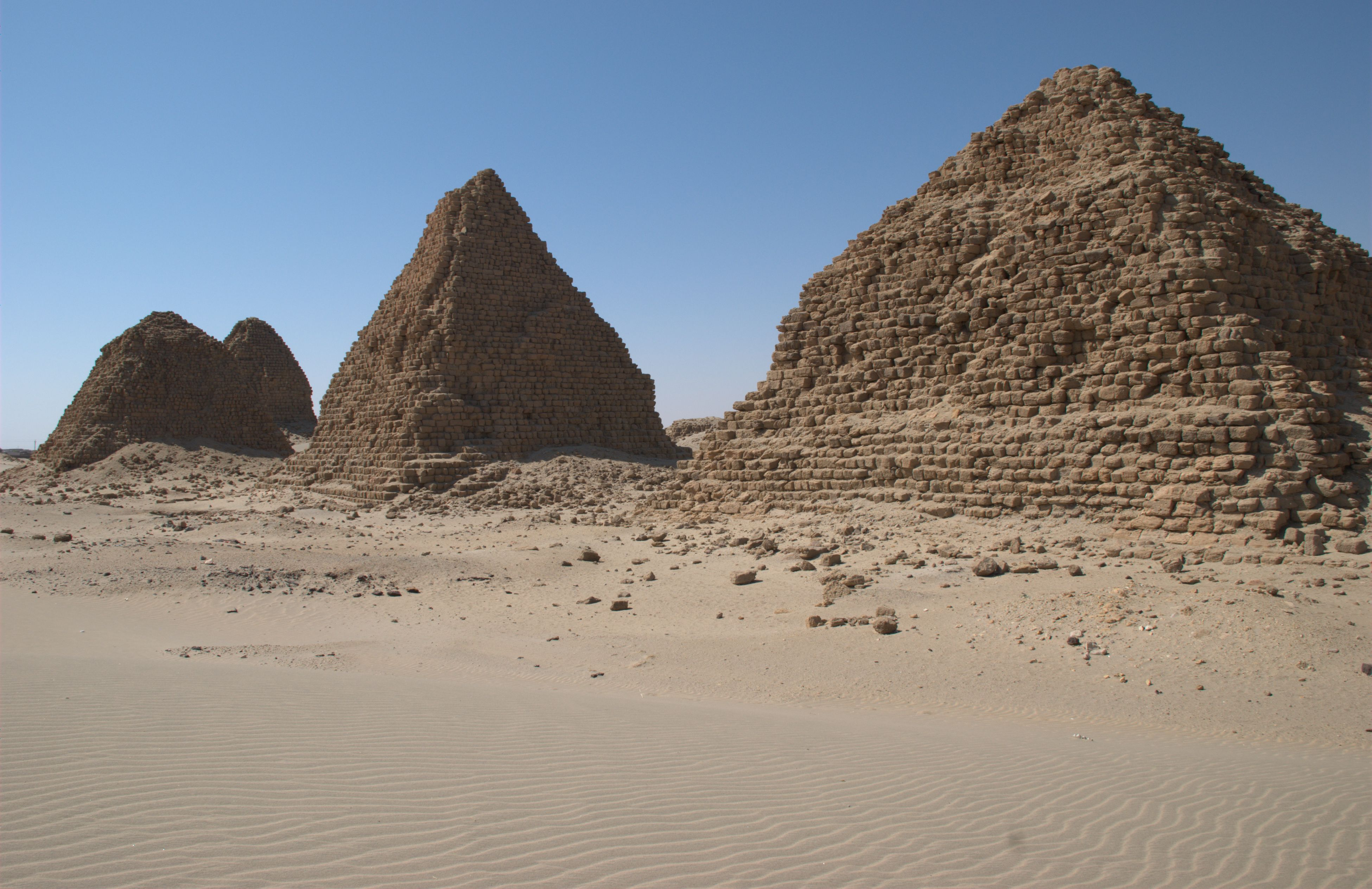
أهرامات نوري، بنيت بين عهدي طهارقة ونستاسن

كان طهارقة حاكمًا مهمًا، حيث مثل عهده عصرًا ذهبيًا لمملكته الجديدة. على الرغم من أنه لم يكن من أصل مصري، إلا أنه حافظ على عبادة الإله المصري آمون، وبنى أهرامًا ومعابد بالأسلوب المصري، وكان مسؤولوه يكتبون بالهيروغليفية المصرية. بلغت قوة الأسرة الخامسة والعشرين ذروتها في عهد طهارقة. وكانت إمبراطورية نهر النيل كبيرة كما كانت في عهد المملكة الحديثة. وأدى هذا الازدهار الجديد إلى إحياء الثقافة المصرية، وأعيد الدين، والفن، والعمارة، إلى أشكالها المزدهرة القديمة، والمتوسطة، والحديثة. كما تم بناء أو استعادة بعض المعابد والمعالم في جميع أنحاء وادي النيل، بما في ذلك منف، الكرنك، الكوة، وجبل البركل. وخلال عهد الأسرة الخامسة والعشرين شهد وادي النيل إحياء كبيرا لبناء الأهرامات لأول مرة منذ عصر المملكة الوسطى.

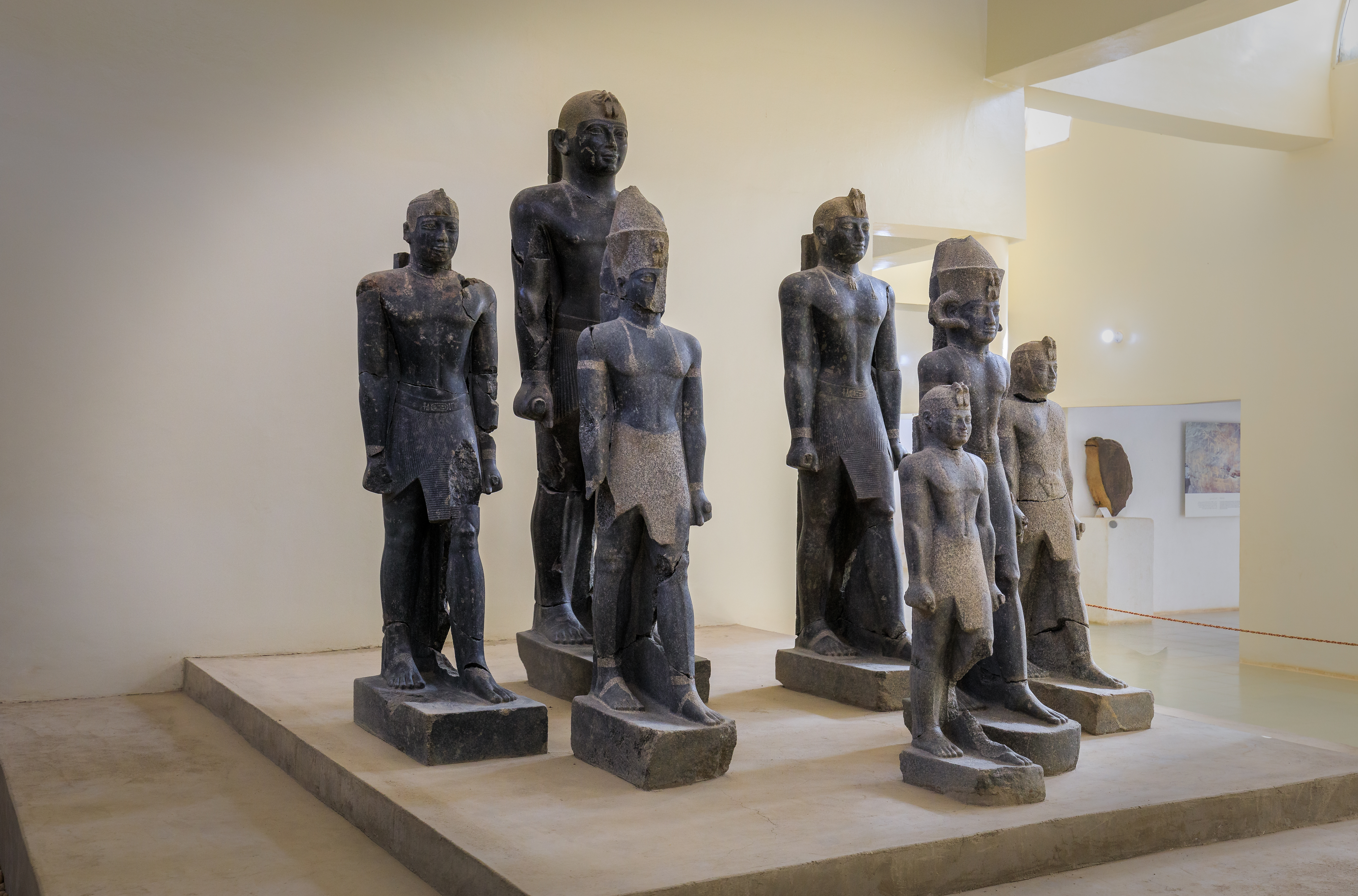
تماثيل لحكام الأسرة الخامسة والعشرين - الفترة النبتية المبكرة، في متحف كرمة.

حاول خليفة طهارقة تنوت أماني استعادة مصر. تمكن من هزم نخاو الأول، وهو الحاكم المصري الذي عينه آشوربانيبال، وتمكن من استعادة منف. أرسل الآشوريون، الذين كان لهم وجود عسكري في بلاد الشام، أرسلوا جيشًا كبيرًا جنوبًا عام 663 قبل الميلاد. هزم تانتاماني، وقام الجيش الآشوري بنهب طيبة إلى حد أنها لم تتعاف أبدًا. طُرد تنوت أماني إلى النوبة، لكن سيطرته على صعيد مصر استمرت لبضعة سنوات حتى 656 ق.م. في هذا التاريخ، سيطر حاكم مصري، وهو بسامتيك الأول ابن نخاو، على العرش كتابع لأشوربانيبال في البداية، إلا أنه تمكن من توحيد مصر والاستقلال بعد ذلك.
في 591 قبل الميلاد، حاول الملك الكوشي أسبالتا غزو مصر التي أصبحت تحت حكم الأسرة السادسة والعشرين إلا أنه هزم، وتبع ذلك تعرض مملكة كوش لغزو أطلقه الفرعون بسماتيك الثاني. مما أدى لنهب مدينة نبتة؛ وذلك ما دفع الملك أسبالتا لتغيير عاصمته إلي مدينة مروي الأكثر أمناً، والمتمتعة بموقع استراتيجي وموارد طبيعية كبيرة خاصة الحديد والذهب. وتم قطع الروابط الأخيرة بين كوش ومصر العليا بعد ذلك.:121–122

### الفترة النبتية
يقول مارتن ميريديث أن الحكام الكوشيين اختاروا مروي، بين الشلالين الخامس والسادس، لأنها كانت على حافة حزام المطر الصيفي، وكانت المنطقة غنية بخام الحديد والخشب الصلب. كما يتيح الموقع الوصول إلى طرق التجارة عن طريق البحر الأحمر. تاجر الكوشيون في منتجات الحديد مع الرومان، بالإضافة إلى الذهب والعاج والعبيد. تم تجريد سهل البطانة من غاباته، ونتج عن ذلك ذلك أكوام من الخبث.
استخدم الكوشيون الساقية المدفوعة بالحيوانات لزيادة الإنتاجية وخلق فائض، خاصة خلال عصر نبتة-مروي.

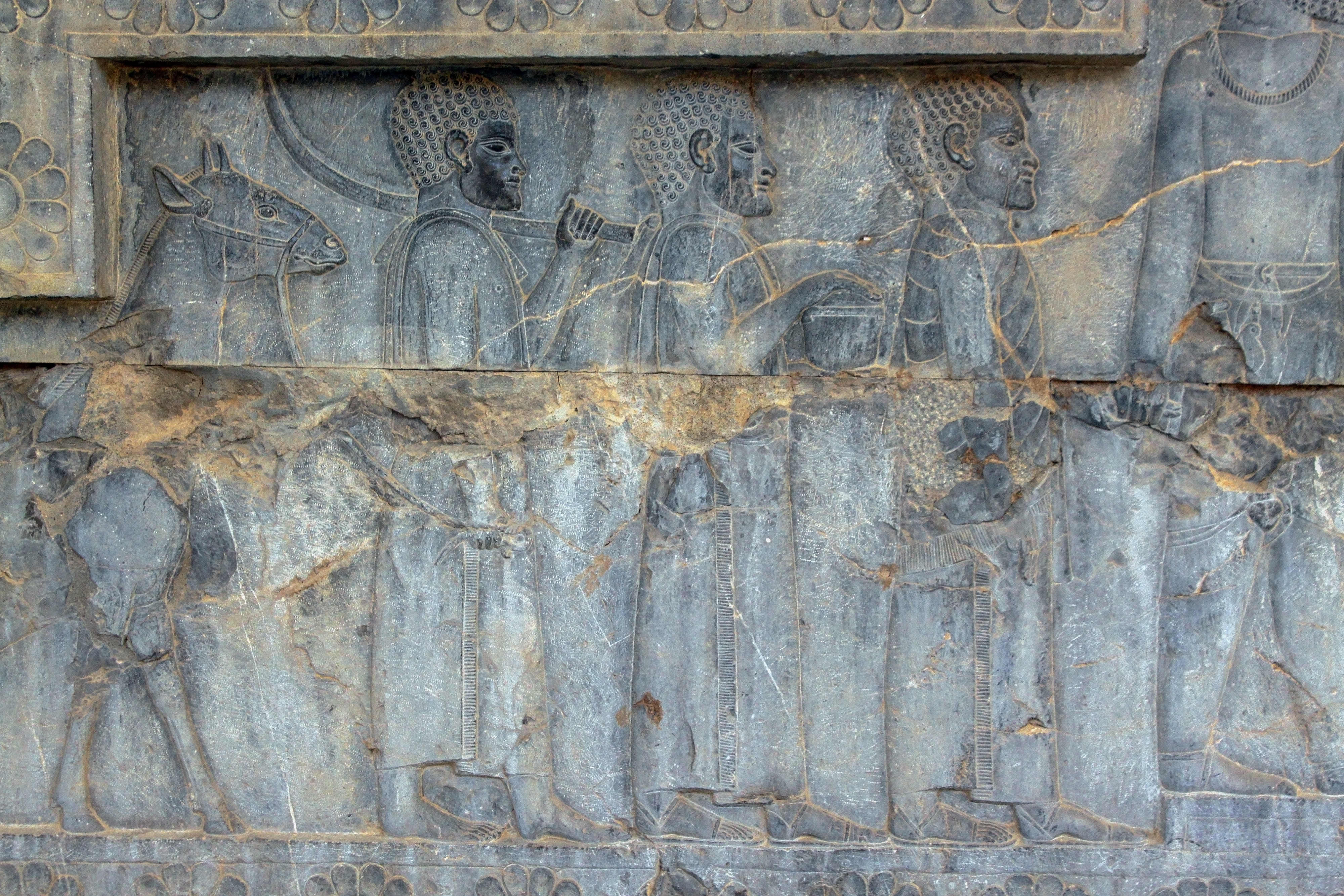
وفد كوشي على نقش فارسي من قصر أبادانا

ذكر هيرودوت غزو كوش من قبل الحاكم الأخميني قمبيز الثاني (ق. 530 ق.م)، والذي على الأرجح نجح في احتلال المنطقة بين الشلالين الأول والثاني. تصف النقوش الأخمينية في كل من مصر وإيران كوش كجزء من الإمبراطورية الأخمينية. وتشير الأدلة الأثرية إلى أن قلعة دورغينارتي بالقرب من الشلال الثاني كانت بمثابة الحدود الجنوبية للإمبراطورية الفارسية.

### الفترة المروية

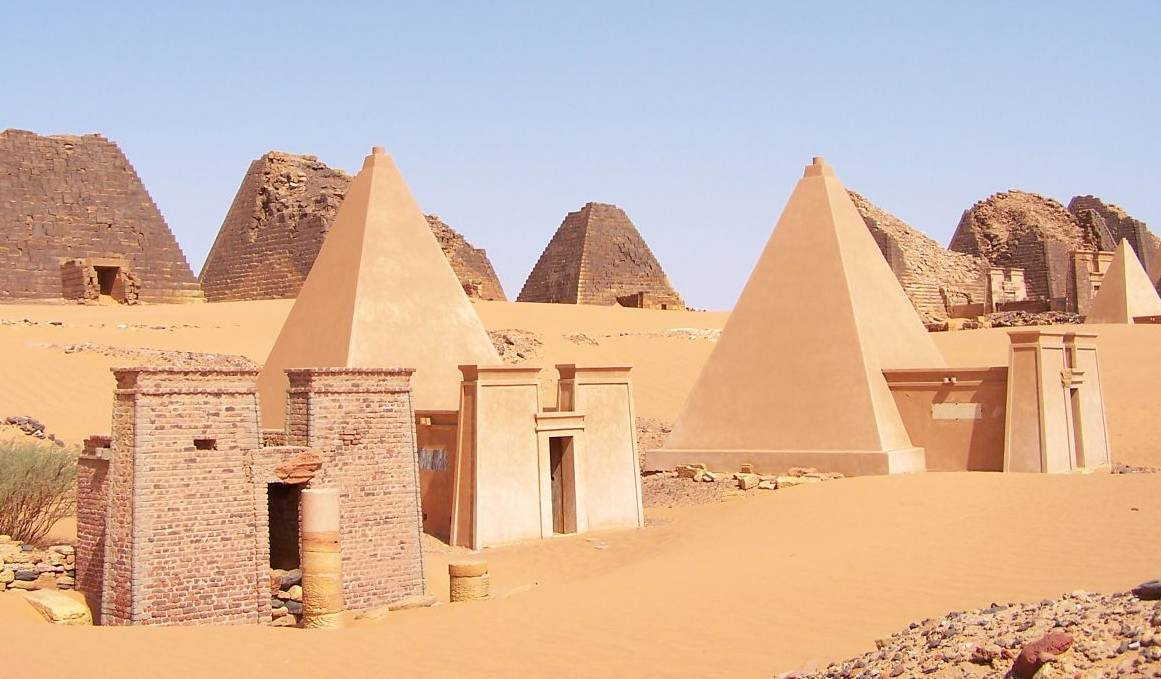
أهرامات مروي - اليونسكو للتراث العالمي.

في حوالي 300 قبل الميلاد، أصبح الانتقال إلى مروي أكثر اكتمالًا عندما بدأ دفن الملوك هناك، بدلاً من نبتة. تقول إحدى النظريات أن هذا يمثل انفصال الملوك عن تأثير الكهنة في نبتة. وفقا لديودور الصقلي، فقد تحدى ملك كوشي باسم "Ergamenes"، الكهنة وذبحهم. قد تشير هذه القصة إلى أول حاكم يُدفن في مروي باسم مماثل وهو أرقماني، الذي حكم بعد سنوات عديدة من افتتاح المقبرة الملكية في مروي. خلال هذه الفترة نفسها، ربما شملت السلطة الكوشية حوالي 1500 كم على طول وادي نهر النيل من الحدود الجنوبية المصرية في الشمال إلى مناطق أقصى جنوب الخرطوم الحديثة وربما أيضًا مناطق كبيرة إلى الشرق والغرب.
استمرت الحضارة الكوشية لعدة قرون. في فترة نبتة تم استخدام الهيروغليفية المصرية: في هذا الوقت يبدو أن الكتابة قد اقتصرت على البلاط والمعابد. من القرن الثاني قبل الميلاد كان هناك نظام كتابة مروي منفصل. كان هذا النظام نصًا أبجديًا يحتوي على 23 علامة مستخدمة في شكل الهيروغليفية (في الفن الأثري) وفي شكل متصل. تم استخدام هذا الأخير على نطاق واسع. حتى الآن، يُعرف حوالي 1278 نصًا يستخدم هذا الأسلوب (Leclant 2000). تم فك الشفرة بواسطة جريفيث، لكن اللغة نفسها لا تزال غير مفهومة، وتمكن العلماء من فهم عدد قليل من الكلمات فقط. ليس من الممكن حتى الآن ربط اللغة المروية باللغات المعروفة الأخرى.
يصف سترابو حربًا مع الرومان في القرن الأول قبل الميلاد. بعد الانتصارات الأولية للكنداكة أماني ريناس ضد مصر الرومانية، هزم الكوشيون بعد ذلك وتم تدمير نبتة. اللافت للنظر أن تدمير العاصمة نبتة لم يكن ضربة قاسية للكوشيين ولم يخف الكنداكة بما يكفي لمنعها من الانخراط مرة أخرى في القتال مع الجيش الروماني. في الواقع، يبدو أن هجوم بترونيوس ربما كان له تأثير حيوي على المملكة. بعد ثلاث سنوات فقط، في 22 قبل الميلاد، تحركت قوة كوشية كبيرة باتجاه الشمال بنية مهاجمة قصر إبريم.  :149
بعد تنبهه للتقدم، سار بترونيوس مرة أخرى جنوبًا وتمكن من الوصول إلى قصر إبريم وتعزيز دفاعاته قبل وصول الكوشيين. على الرغم من أن المصادر القديمة لا تقدم وصفًا للمعركة التي تلت ذلك، فإننا نعلم أنه في مرحلة ما أرسل الكوشيون سفراء للتفاوض على تسوية سلمية مع بترونيوس. بحلول نهاية الحملة الثانية، لم يكن بترونيوس في حالة مزاجية جيدة للتعامل مع الكوشيين. :149 إلا أن الكوشيين نجحوا في التفاوض على معاهدة سلام بشروط جيدة وزادت التجارة بين البلدين. :149 كتب بعض المؤرخين أمثال ثيودور مومسن أنه خلال عهد أغسطس كانت النوبة دولة عميلة على الأرجح للإمبراطورية الرومانية.
من المحتمل أن الإمبراطور الروماني نيرو خطط لمحاولة أخرى لغزو كوش قبل وفاته في 68 م. :150–151 أرسل نيرو سينتوريونين اثنين حتى بحر الغزال في عام 66 بعد الميلاد في محاولة لاكتشاف مصدر النيل. :43 بدأت كوش في التلاشي كقوة بحلول القرن الأول أو الثاني الميلادي، حيث أنهكتها الحرب مع مقاطعة مصر الرومانية وانحطاط صناعاتها التقليدية. بدأت المسيحية في الحلول محل الأديان القديمة وبحلول منتصف القرن السادس الميلادي كانت مملكة كوش قد انتهت.

## قائمة المصادر
- Edwards, David N. (2004). The Nubian Past. London: Routledge. ص. 348 Pages. ISBN:0-415-36987-8. مؤرشف من الأصل في 2022-04-04.
- Fisher، Marjorie M.؛ Lacovara، Peter؛ Ikram، Salima؛ D'Auria، Sue، المحررون (2012). Ancient Nubia: African Kingdoms on the Nile. The American University in Cairo Press. ISBN:978-977-416-478-1.
- Leclant, Jean (2004). The empire of Kush: Napata and Meroe. London: UNESCO. ص. 1912 Pages. ISBN:1-57958-245-1.
- Oliver, Roland (1978). The Cambridge history of Africa. Vol. 2, From c. 500 BC to AD 1050. Cambridge: Cambridge University Press. ص. 858 Pages. ISBN:0-521-20981-1.
- Oliver, Roland (1975). The Cambridge History of Africa Volume 3 1050 – c. 1600. Cambridge: Cambridge University Press. ص. 816 Pages. ISBN:0-521-20981-1.
- Shillington, Kevin (2004). Encyclopedia of African History, Vol. 1. London: Routledge. ص. 1912 Pages. ISBN:1-57958-245-1.
- Török, László (1998). The Kingdom of Kush: Handbook of the Napatan-Meriotic Civilization. Leiden: BRILL. ص. 589 Pages. ISBN:90-04-10448-8.

## معرض الصور

آثار مملكة كوش
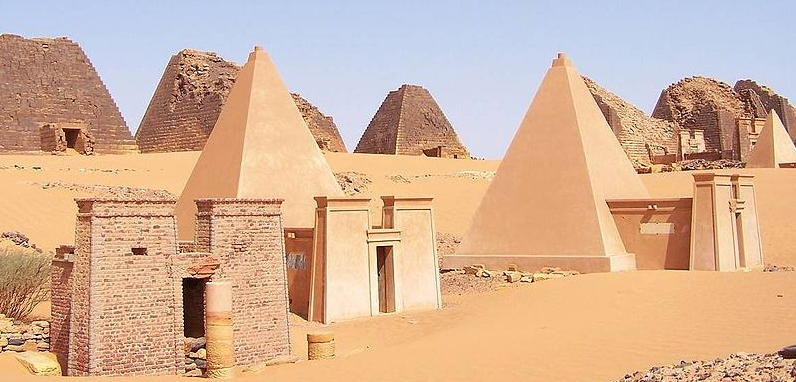
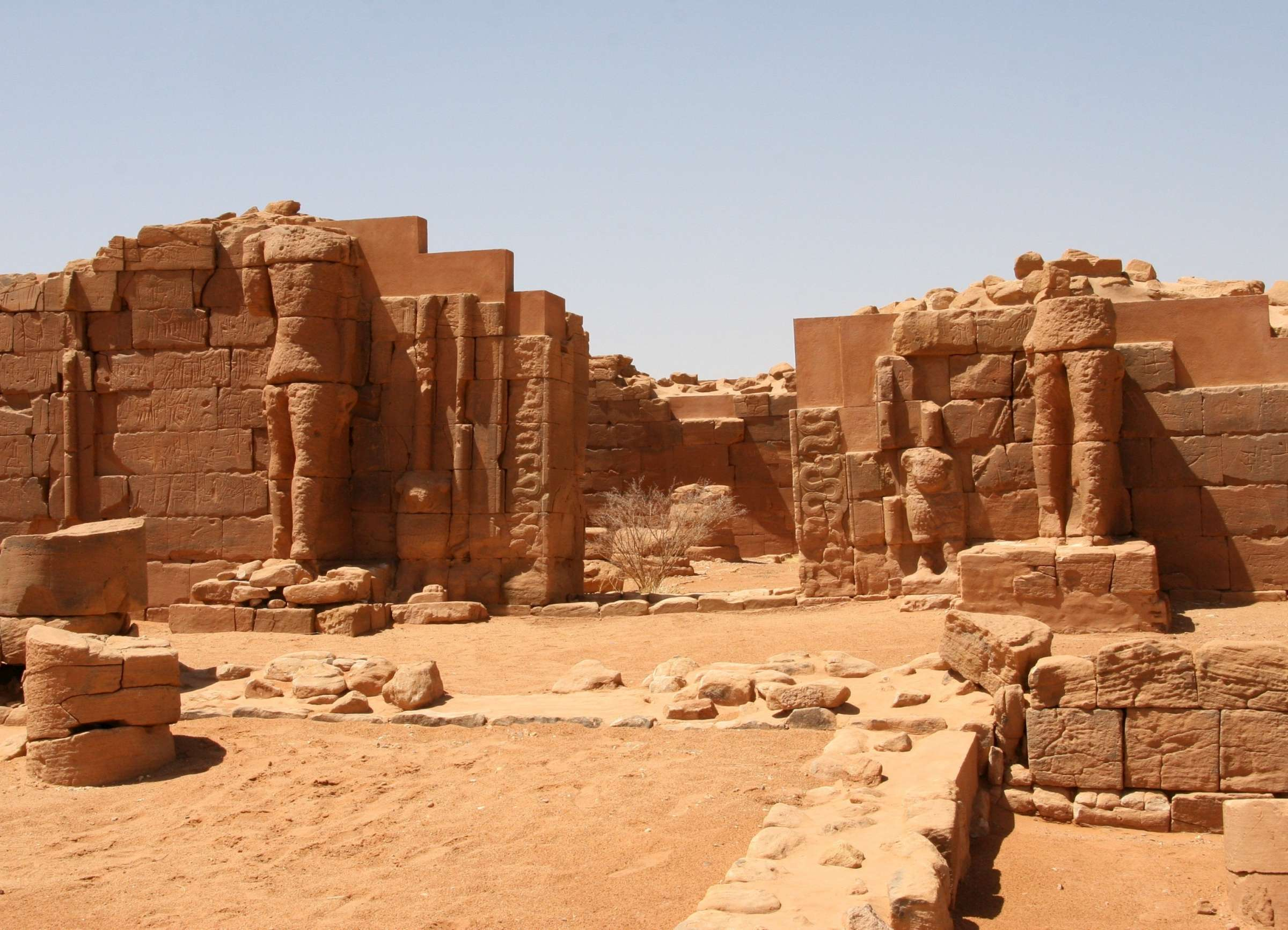
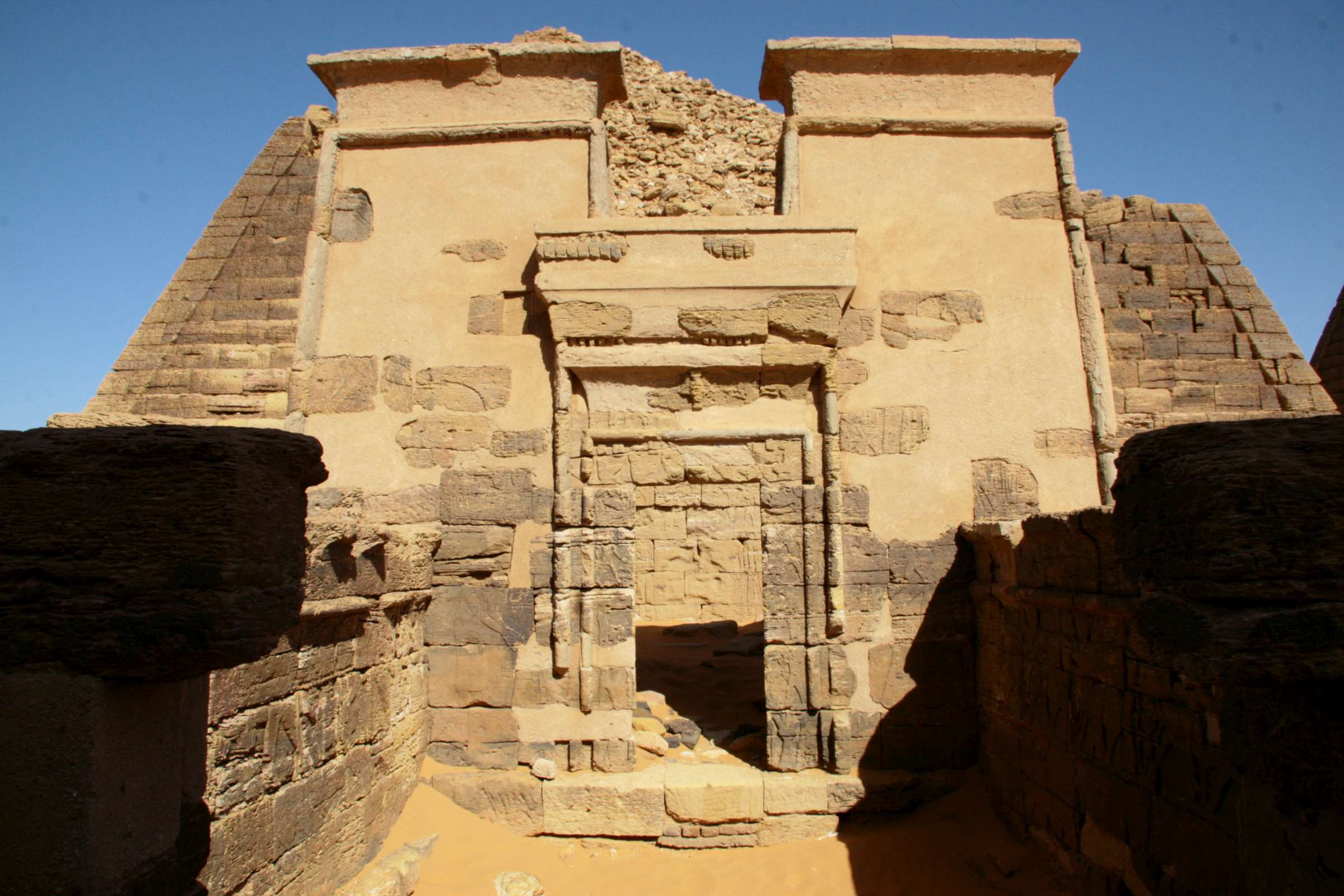
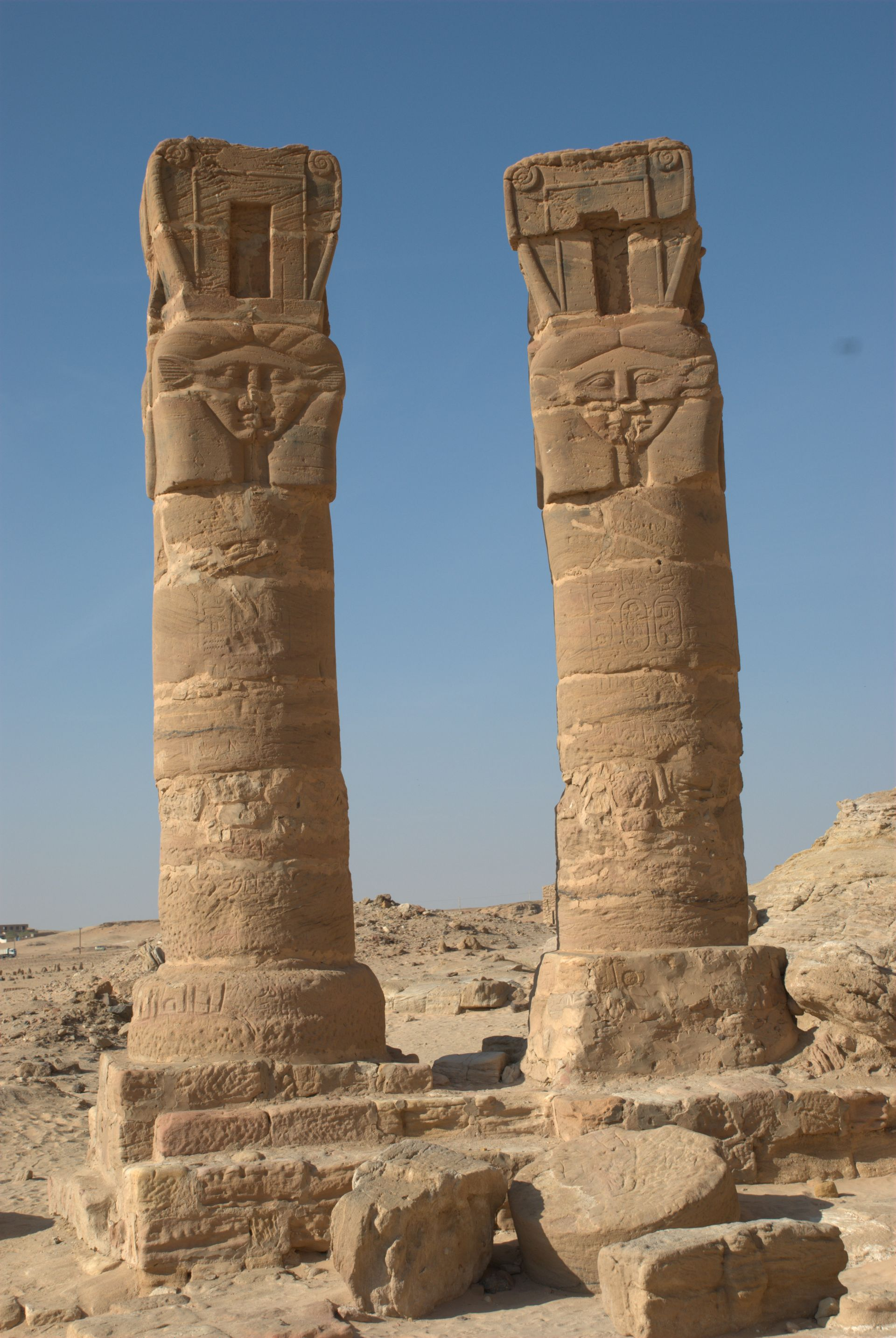
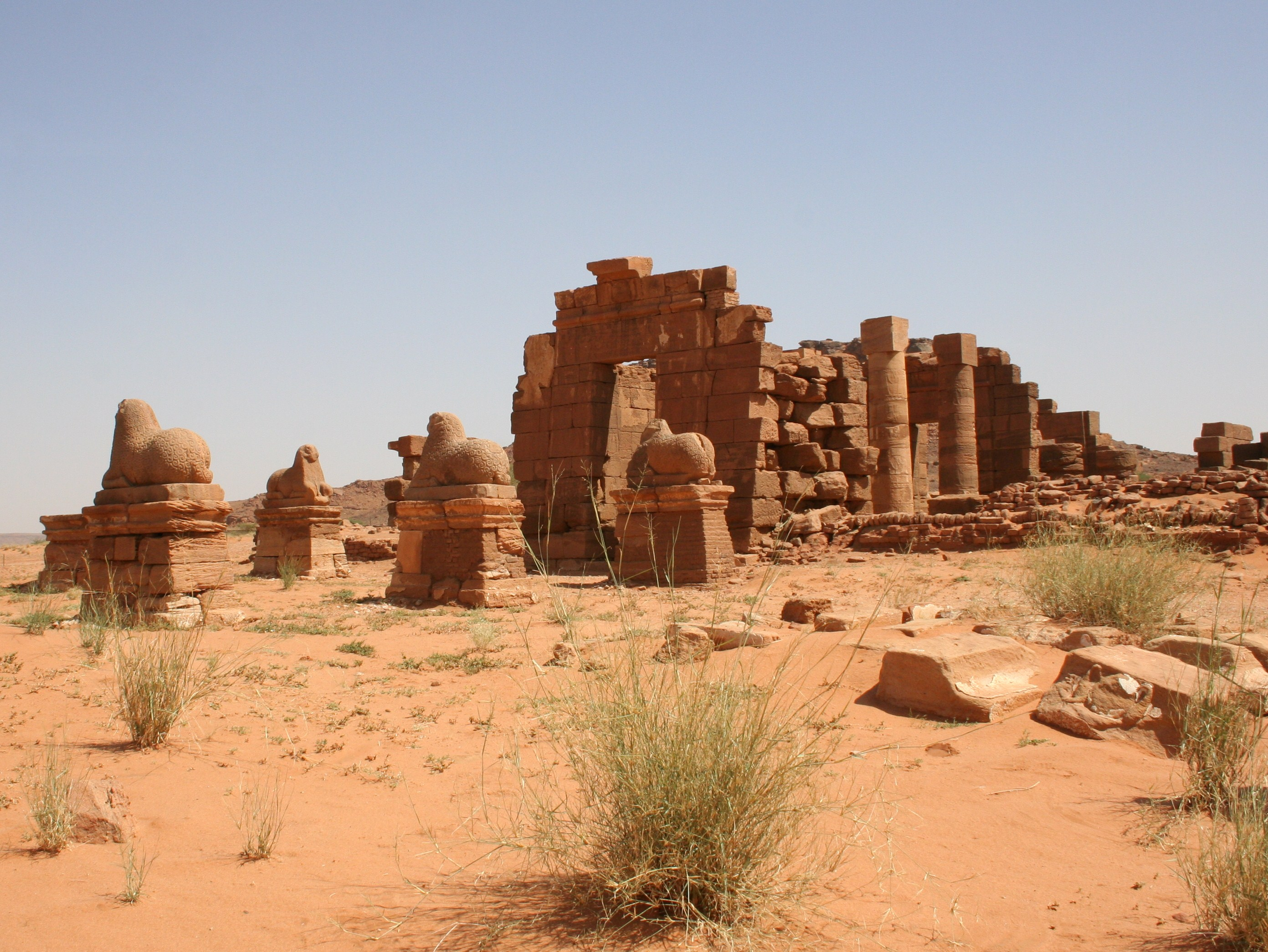
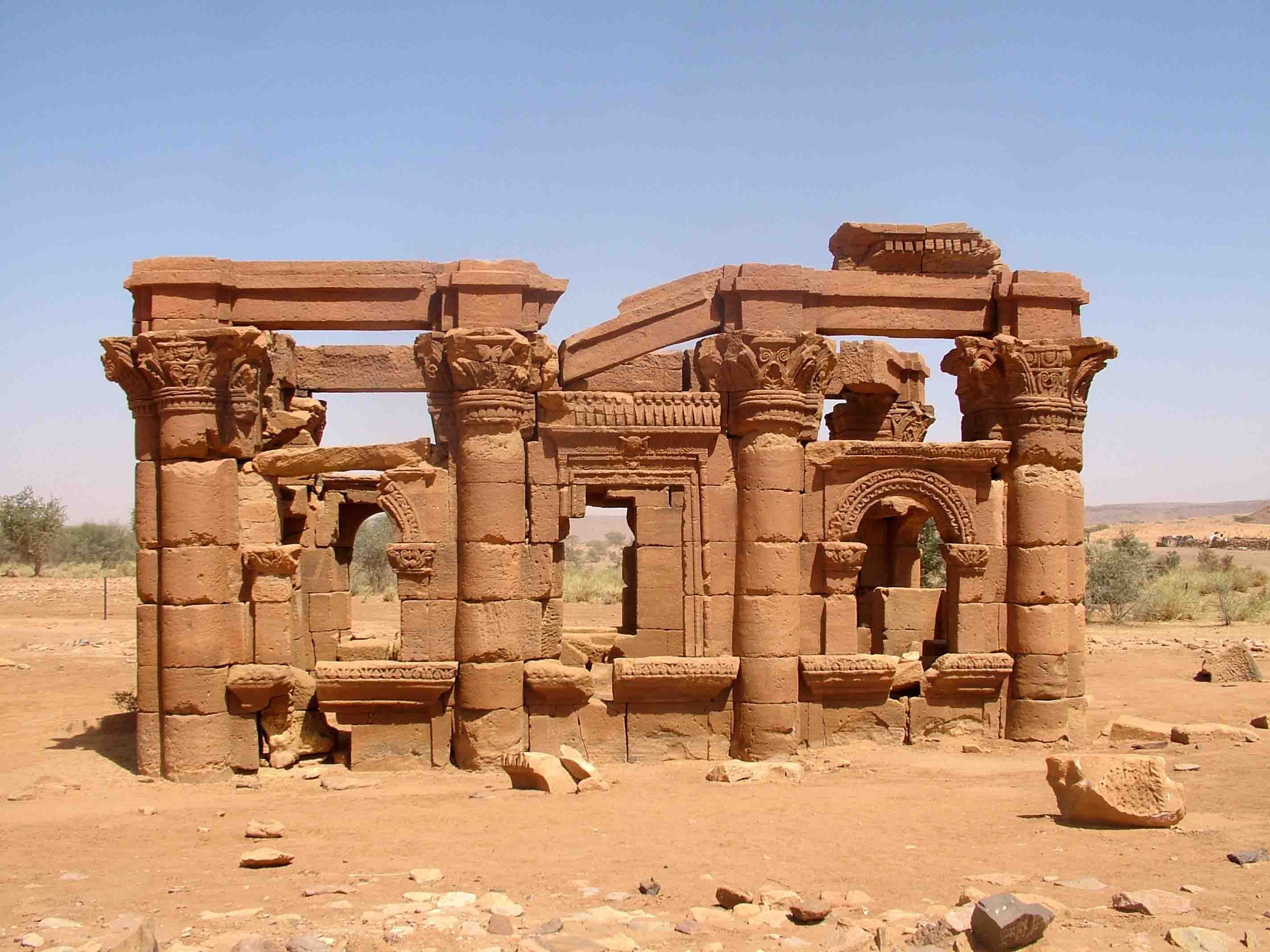